# Freddy Rodríguez
Freddy Rodríguez (Chicago, 17 gennaio 1975) è un attore statunitense.

## Biografia
È nato a Chicago, nell'Illinois, il 17 gennaio del 1975, figlio di immigrati portoricani. Studia recitazione presso la "Lincoln Park High School". Dopo aver esordito in un film minore nel 1994, ottiene, l'anno successivo, una parte nel film Il profumo del mosto selvatico di Alfonso Arau, ove recita a fianco di attori come Keanu Reeves, Giancarlo Giannini ed Anthony Quinn. Successivamente prende parte a diverse pellicole quali Dollari sporchi dei fratelli Hughes, la commedia Giovani, pazzi e svitati e Payback - La rivincita di Porter.
Attivo anche in campo televisivo, prende parte ad alcuni episodi di serie tv come Cinque in famiglia e Scrubs - Medici ai primi ferri, impersonando, in quest'ultimo, il ruolo di Marco Espinosa, il fratello minore di Carla; ma la vera notorietà gli arriva grazie all'interpretazione di Federico Diaz, un imbalsamatore ispanico che lavora presso la famiglia Fisher, nella serie Six Feet Under. Successivamente interpreta ruoli sempre più importanti, in film come Havoc - Fuori controllo, Dreamer - La strada per la vittoria, Harsh Times - I giorni dell'odio, di cui è co-protagonista al fianco di Christian Bale, Poseidon e Bobby.
In Lady in the Water, girato nel 2006 da M. Night Shyamalan, interpreta Reggie, ragazzo che allena solo metà del suo corpo. Nel 2007 interpreta El Wray in Grindhouse - Planet Terror diretto da Robert Rodriguez. Nel luglio dello stesso anno partecipa alla seconda e terza stagione di Ugly Betty, dove interpreta Giovanni "Gio" Rossi. Vi torna in un episodio della quarta stagione. Dal 2016 è nel cast di Bull, interpreta l'avvocato Benjamin Colon.

### Vita privata
Durante gli studi alla "Lincoln Park High School", conosce Elsie, che successivamente sposa. Hanno due figli, Giancarlo e Elijah. Giancarlo ha interpretato Julio, il figlio di Federico Diaz in Six Feet Under.

## Filmografia

### Cinema
- The Fence, regia di Peter Pistor (1994)
- Il profumo del mosto selvatico (A Walk in the Clouds), regia di Alfonso Arau  (1995)
- Dollari sporchi (Dead Presidents), regia di Albert e Allen Hughes (1995)
- The Pest, regia di Paul Miller (1997)
- Joseph's Gift, regia di Philippe Mora (1998)
- Shock Television, regia di Whitney Ransick (1998)
- Giovani, pazzi e svitati (Can't Hardly Wait), regia di Harry Elfont e Deborah Kaplan  (1998)
- Payback - La rivincita di Porter (Payback), regia di Brian Helgeland (1999)
- Beyond the City Limits, regia di Gigi Gaston (2001)
- Pledge of Allegiance, regia di Lee Madsen (2003)
- Chasing Papi, regia di Linda Mendoza (2003)
- Victor and Eddie, regia di Joe Eckardt (2003)
- Dallas 362 - Giovani e ribelli (Dallas 362), regia di Scott Caan (2003)
- Havoc - Fuori controllo (Havoc), regia di Barbara Kopple (2005)
- Dreamer - La strada per la vittoria (Dreamer: Inspired By a True Story), regia di John Gatins  (2005)
- Harsh Times - I giorni dell'odio (Harsh Times), regia di David Ayer (2006)
- Poseidon, regia di Wolfgang Petersen (2006)
- Lady in the Water, regia di M. Night Shyamalan (2006)
- Bobby, regia di Emilio Estevez (2006)
- Grindhouse - Planet Terror, regia di Robert Rodriguez (2007)
- Napa Valley - La grande annata (Bottle Shock), regia di Randall Miller (2008)
- Nothing Like the Holidays, regia di Alfredo De Villa (2008)
- Soldiers of Fortune, regia di Maksim Korostyshevsky (2012)
- Code Name: Geronimo (SEAL Team 6: The Raid on Osama Bin Laden), regia di John Stockwell (2012)
- CBGB, regia di Randall Miller (2013)
- Fort Bliss, regia di Claudia Myers (2014)

### Televisione
- Cinque in famiglia (Party of Five) – serie TV, episodi 5x12-5x13-5x14 (1999)
- The Arturo Sandoval Story (For Love or Country: The Arturo Sandoval Story), regia di Joseph Sargent – film TV (2000)
- Six Feet Under – serie TV, 62 episodi (2001-2005)
- Scrubs - Medici ai primi ferri (Scrubs) – serie TV, episodi 3x06-3x21-3x22 (2003-2004)
- E.R. - Medici in prima linea (ER) – serie TV, episodio 13x15 (2007)
- Ugly Betty – serie TV, 12 episodi (2007-2010)
- Chaos – serie TV, 13 episodi (2011)
- Perception – serie TV, episodi 1x09-1x10 (2012)
- The Night Shift – serie TV, 22 episodi (2014-2015)
- Bull – serie TV, 103 episodi (2016-2021)

### Videoclip
- Glamorous - Fergie
- Into the Night - Santana feat. Chad Kroeger

## Doppiatori italiani
- Corrado Conforti in Six Feet Under, Scrubs - Medici ai primi ferri (ep. 3x21-22), Poseidon, Lady in the Water
- Francesco Pezzulli in Dollari sporchi, Grindhouse - Planet Terror, The Night Shift
- Fabrizio Manfredi in La peste, Bobby, Chaos
- Gianluca Iacono in Chasing Papi, Havoc - Fuori controllo
- Fabrizio Vidale in Perception, Bull
- Fabrizio De Flaviis in Dreamer - La strada per la vittoria
- Diego Suarez in Scrubs - Medici ai primi ferri (ep. 3x06)
- Giorgio Borghetti in Il profumo del mosto selvatico
- Stefano Crescentini in Payback - La rivincita di Porter
- Alessandro Quarta in Harsh Times - I giorni dell'odio
- Alessandro Rigotti in Code Name: Geronimo
- Emiliano Coltorti in Ugly Betty